# Dieffenbachien
Die Dieffenbachien (Dieffenbachia) sind eine Pflanzengattung aus der Familie der Aronstabgewächse (Araceae). Die etwa 51 neotropischen Dieffenbachia-Arten sind von Costa Rica bis nach Kolumbien verbreitet. Einige Sorten sind beliebte Zimmerpflanzen, zum einen durch ihre auffällig gezeichneten Blätter und zum anderen dadurch, dass sie auch an schattigen Standorten gedeihen. In tropischen Ländern werden sie auch als Zierpflanzen in Parks und Gärten gepflanzt. Berührungen mit dem Saft der Pflanze können durch die enthaltenen Calciumoxalatkristalle zu Ausschlägen führen.

## Beschreibung

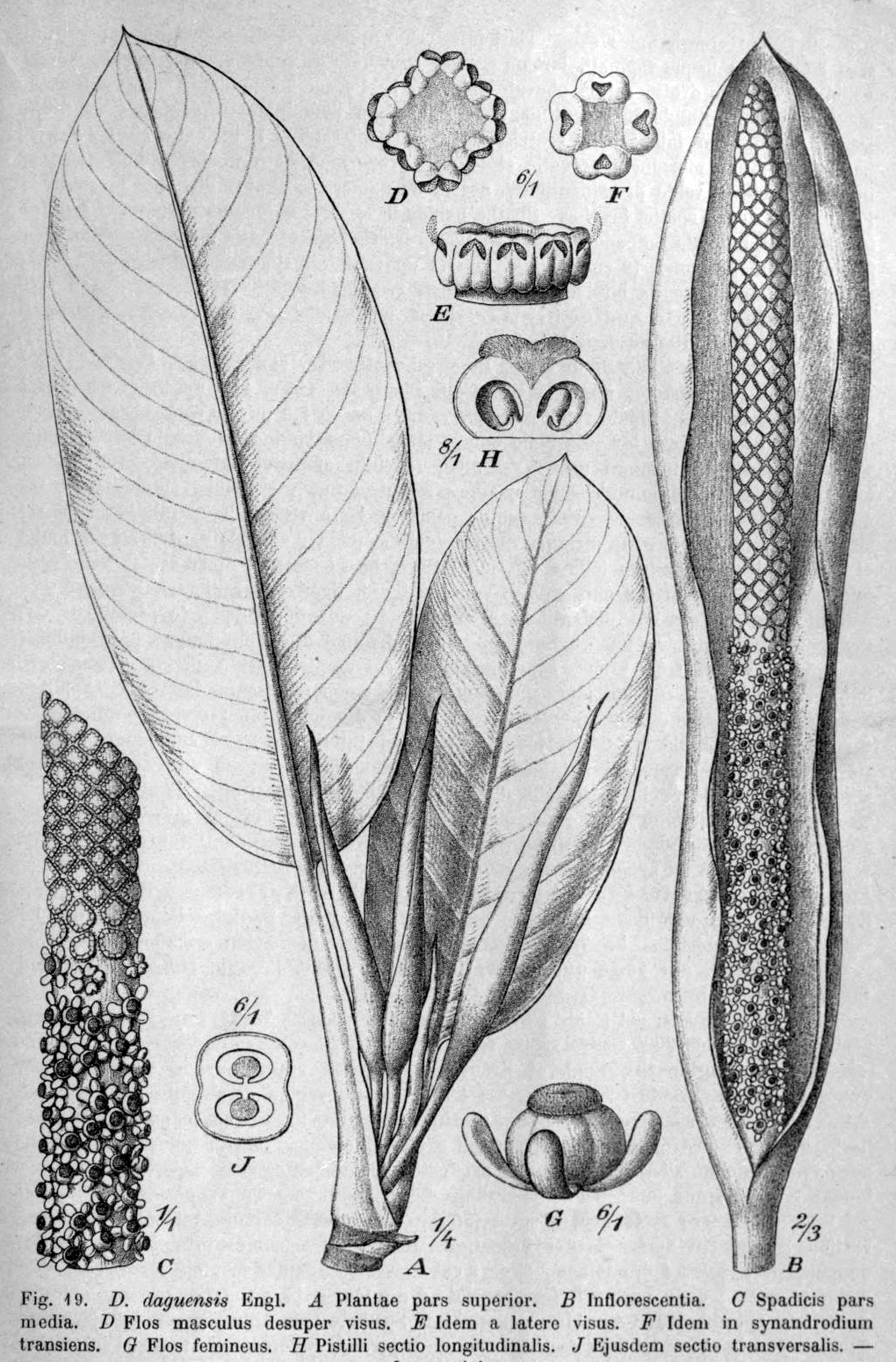
Illustration von Dieffenbachia daguensis aus Das Pflanzenreich, Heft 64, 1915

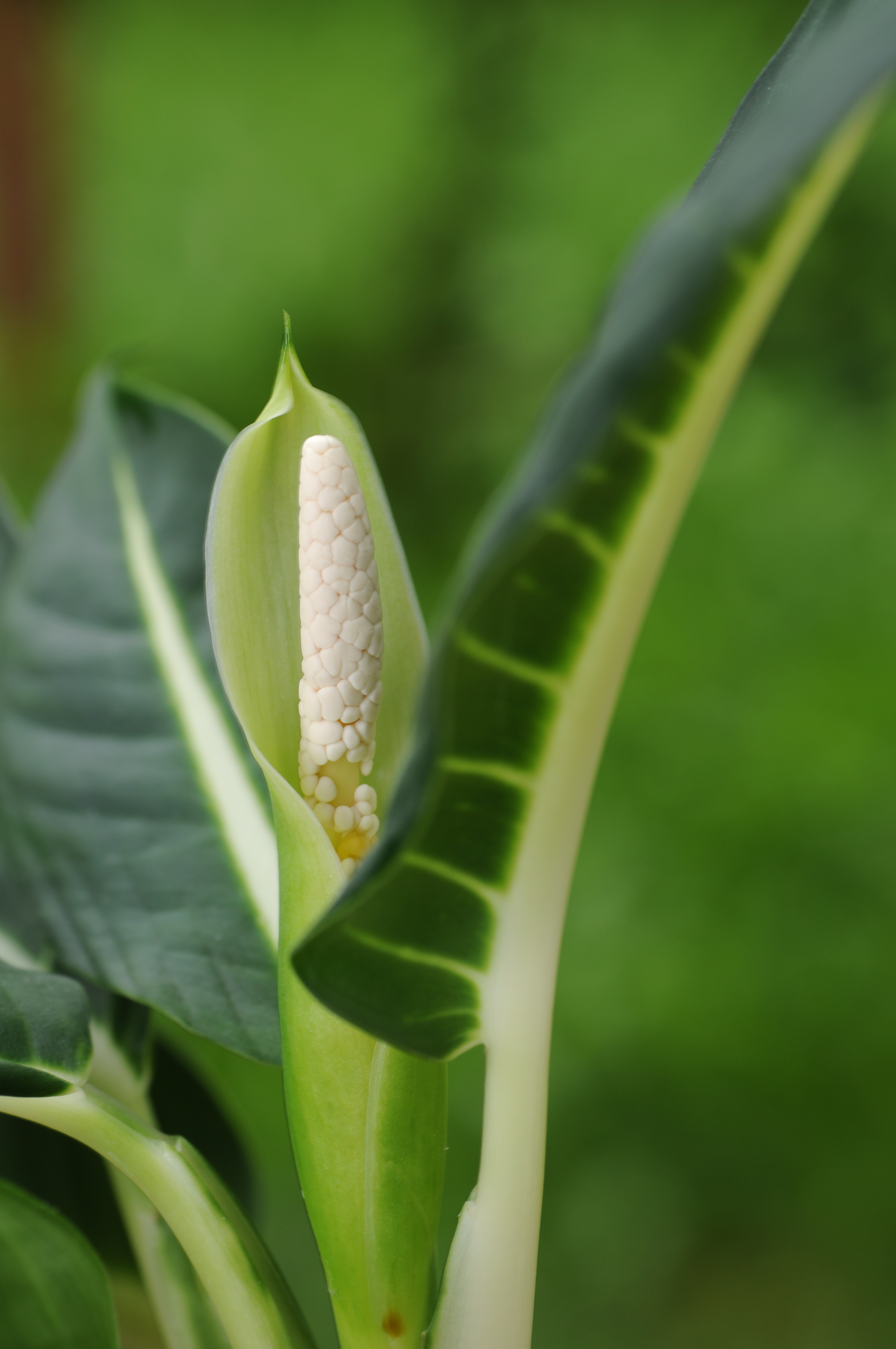
Blütenstand von Dieffenbachia oerstedii

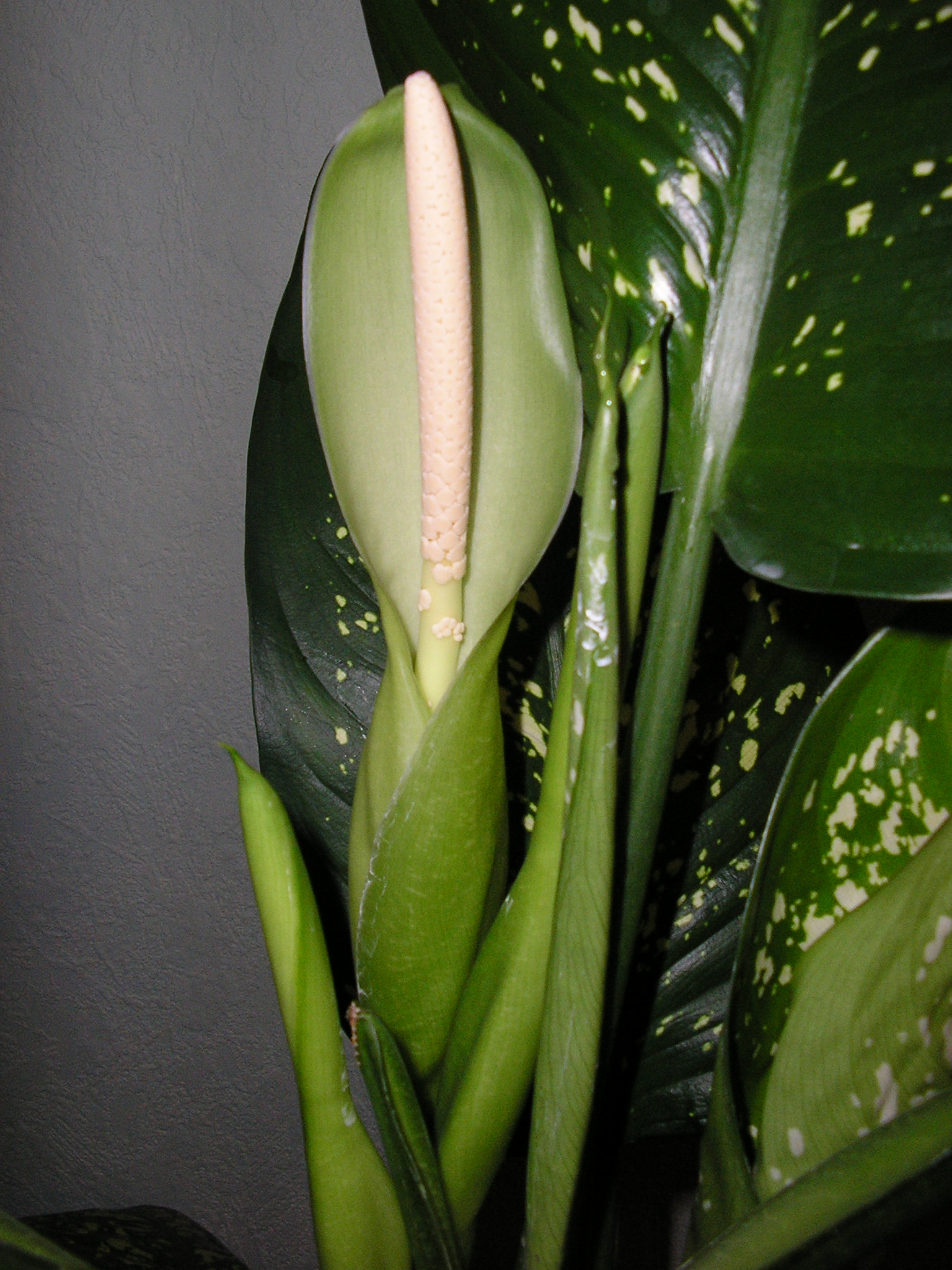
Blütenstand einer Sorte von Dieffenbachia seguine var. seguine

Dieffenbachia-Arten sind immergrüne, ausdauernde krautige Pflanzen, die manchmal strauchartig groß sind. Der aufrechte bis niederliegende, oft dicke Stängel ist bei älteren Exemplaren oft nur noch im oberen Bereich beblättert. Die wechselständig und meist spiralig angeordneten Laubblätter sind meist deutlich in Blattscheide, Blattstiel und Blattspreite gegliedert. Die meist großen Blattspreiten sind einfach, eiförmig bis verkehrt-lanzettlich und oft gemustert; einige Sorten sind panaschiert.
Dieffenbachia-Arten sind einhäusig getrenntgeschlechtig (monözisch). Ihre für Aronstabgewächse typischen Blütenstände fallen nicht einmal durch ihre einzelnen Hochblätter, bei Araceae Spatha genannt, besonders auf. Die haltbare Spatha ist röhrenförmig und etwas eingeschnürt in der Mitte. Die Spatharöhre ist meist stark verlängert, bleibt bis zur Fruchtreife erhalten. Beim zylindrischen Kolben (Spadix) hängt der weibliche Abschnitt eng an der Spatha und die weiblichen Blüten sind relativ locker angeordnet. Die eingeschlechtigen Blüten besitzen keine Blütenhülle. Die weiblichen Blüten besitzen einen Kreis auf vier bis fünf Staminodien.
Im Fruchtstand spaltet sich bei Reife die Spatharöhre auf, um die Früchte zu enthüllen. Die bei Reife scharlachroten oder orangefarbenen Beeren stehen am Kolben dicht zusammen.
Die Pflanzenteile enthalten Calciumoxalat-Kristalle und sind für Menschen wie Tiere (beispielsweise Hauskatzen, die gerne an Zimmerpflanzen kauen) giftig.
Ihre Anpassungsfähigkeit ist sehr hoch, weshalb sie sich gut als Zimmerpflanze eignet. Meist nimmt sie viel mehr Wasser auf, als sie benötigt oder über ihre Blätter verdunsten kann. Die überschüssige Flüssigkeit wird zu Poren an den Blattspitzen transportiert, worüber das Wasser abgegeben wird. Dieser Vorgang heißt Guttation.

## Systematik und Verbreitung
Die Gattung Dieffenbachia wurde durch Heinrich Wilhelm Schott 1829 mit der Typusart Dieffenbachia seguine (Jacq.) Schott in der Wiener Zeitschrift für Kunst, Litteratur, Theater und Mode 1829, 3, S. 803 aufgestellt. Heinrich Wilhelm Schott, der Direktor des Botanischen Gartens in Wien von 1845 bis 1865, ehrte mit dem Gattungsnamen Dieffenbachia seinen langjährigen Obergärtner Joseph Dieffenbach (1796–1863). Ein Synonym für Dieffenbachia Schott ist Maguirea A.D.Hawkes.
Die Gattung Dieffenbachia gehört zur Tribus Dieffenbachieae in der Unterfamilie Aroideae innerhalb der Familie der Araceae.
Es gibt etwa 51 Dieffenbachia-Arten (vollständige Artliste):
- Dieffenbachia aglaonematifolia Engl.: Sis ist in Brasilien, Argentinien und Paraguay verbreitet.[7]
- Dieffenbachia antioquensis Linden & André: Die Heimat ist Kolumbien.[7]
- Dieffenbachia aurantiaca Engl.: Sie kommt in Costa Rica und Panama vor.[7]
- Dieffenbachia beachiana Croat & Grayum: Sie kommt vom nordöstlichen Costa Rica bis ins nördliche Panama vor.[7]
- Dieffenbachia bowmannii Carrière: Sie eine der großblättrigen Arten, die mit einigen Sorten als Zierpflanze verwendet wird.[8] Sie kommt von Kolumbien bis Brasilien vor.[7]
- Dieffenbachia brittonii Engl.: Die Heimat ist Kolumbien.[7]
- Dieffenbachia burgeri Croat & Grayum: Sie wurde 2004 aus Costa Rica erstbeschrieben.[7]
- Dieffenbachia cannifolia Engl.: Sie ist in Kolumbien, Ecuador und Peru verbreitet.[7]
- Dieffenbachia concinna Croat & Grayum: Die Heimat ist Costa Rica und Nicaragua.[7]
- Dieffenbachia copensis Croat: Sie wurde 2004 aus Panama erstbeschrieben.[7]
- Dieffenbachia cordata Engl.: Die Heimat ist Peru.[7]
- Dieffenbachia costata Klotzsch ex Schott: Die Heimat ist Kolumbien, Ecuador und Peru.[7]
- Dieffenbachia crebripistillata Croat: Sie wurde 2004 aus Panama erstbeschrieben.[7]
- Dieffenbachia daguensis Engl.: Die Heimat ist Kolumbien und Ecuador.[7]
- Dieffenbachia davidsei Croat & Grayum: Sie wurde 2004 aus Costa Rica erstbeschrieben.[7]
- Dieffenbachia duidae (Steyerm.) G.S.Bunting (Syn.: Spathicarpa duidae Steyerm.): Die Heimat ist Venezuela und Guayana.[7]
- Dieffenbachia elegans A.M.E.Jonker & Jonker: Sie ist im tropischen Südamerika verbreitet.[7]
- Dieffenbachia enderi Engl.: Die Heimat ist Kolumbien.[7]
- Dieffenbachia fortunensis Croat: Sie wurde 2004 aus Panama erstbeschrieben.[7]
- Dieffenbachia fosteri Croat: Sie wurde 2004 aus Panama erstbeschrieben.[7]
- Dieffenbachia fournieri N.E.Br.: Die Heimat ist Kolumbien.[7]
- Dieffenbachia galdamesiae Croat: Sie wurde 2004 aus Panama erstbeschrieben.[7]
- Dieffenbachia gracilis Huber: Sie kommt vom nördlichen Brasilien bis Peru vor.[7]
- Dieffenbachia grayumiana Croat: Sie ist in Costa Rica, Panama und Kolumbien verbreitet.[7]
- Dieffenbachia hammelii Croat & Grayum: Die Heimat ist Nicaragua und Costa Rica.[7]
- Dieffenbachia herthae Diels: Die Heimat ist Ecuador.[7]
- Dieffenbachia horichii Croat & Grayum: Sie wurde 2004 aus Costa Rica erstbeschrieben.[7]
- Dieffenbachia humilis Poepp.: Sie ist im tropischen Südamerika verbreitet.[7]
- Dieffenbachia imperialis Linden & André: Die Heimat ist Peru.[7]
- Dieffenbachia isthmia Croat: Sie wurde 2004 aus Panama erstbeschrieben.[7]
- Dieffenbachia killipii Croat: Sie wurde 2004 aus Panama erstbeschrieben.[7]
- Dieffenbachia lancifolia Linden & André: Die Heimat ist Kolumbien.[7]
- Dieffenbachia leopoldii W.Bull: Die Heimat ist Kolumbien.[7]
- Dieffenbachia longispatha Engl. & K.Krause: Sie ist von Panama bis Kolumbien verbreitet.[7]
- Dieffenbachia lutheri Croat: Diese erst 2004 neu beschriebene Art kommt nur in Panama vor.[7]
- Dieffenbachia macrophylla Poepp.: Die Heimat ist Peru.[7]
- Dieffenbachia meleagris L.Linden & Rodigas: Sie kommt in Ecuador vor.[7]
- Dieffenbachia ×memoria-corsii Fenzl
- Dieffenbachia nitidipetiolata Croat & Grayum: Sie wurde 2004 aus Panama erstbeschrieben.[7]
- Dieffenbachia obliqua Poepp.: Die Heimat ist Peru.[7]
- Dieffenbachia obscurinervia Croat: Sie wurde 2004 aus Panama erstbeschrieben.[7]
- Dieffenbachia oerstedii Schott: Sie ist vom südlichen Mexiko bis Ecuador verbreitet.[7]
- Dieffenbachia olbia L.Linden & Rodigas: Die Heimat ist Peru.[7]
- Dieffenbachia paludicola N.E.Br. ex Gleason: Sie ist vom nördlichen Südamerika bis Brasilien verbreitet.[7]
- Dieffenbachia panamensis Croat: Sie wurde 2004 aus Panama erstbeschrieben.[7]
- Dieffenbachia parlatorei Linden & André: Sie ist in Kolumbien und Venezuela verbreitet.[7]
- Dieffenbachia parvifolia Engl.: Sie ist im tropischen Südamerika verbreitet.[7]
- Dieffenbachia pittieri Engl. & K.Krause: Die Heimat ist Panama.[7]

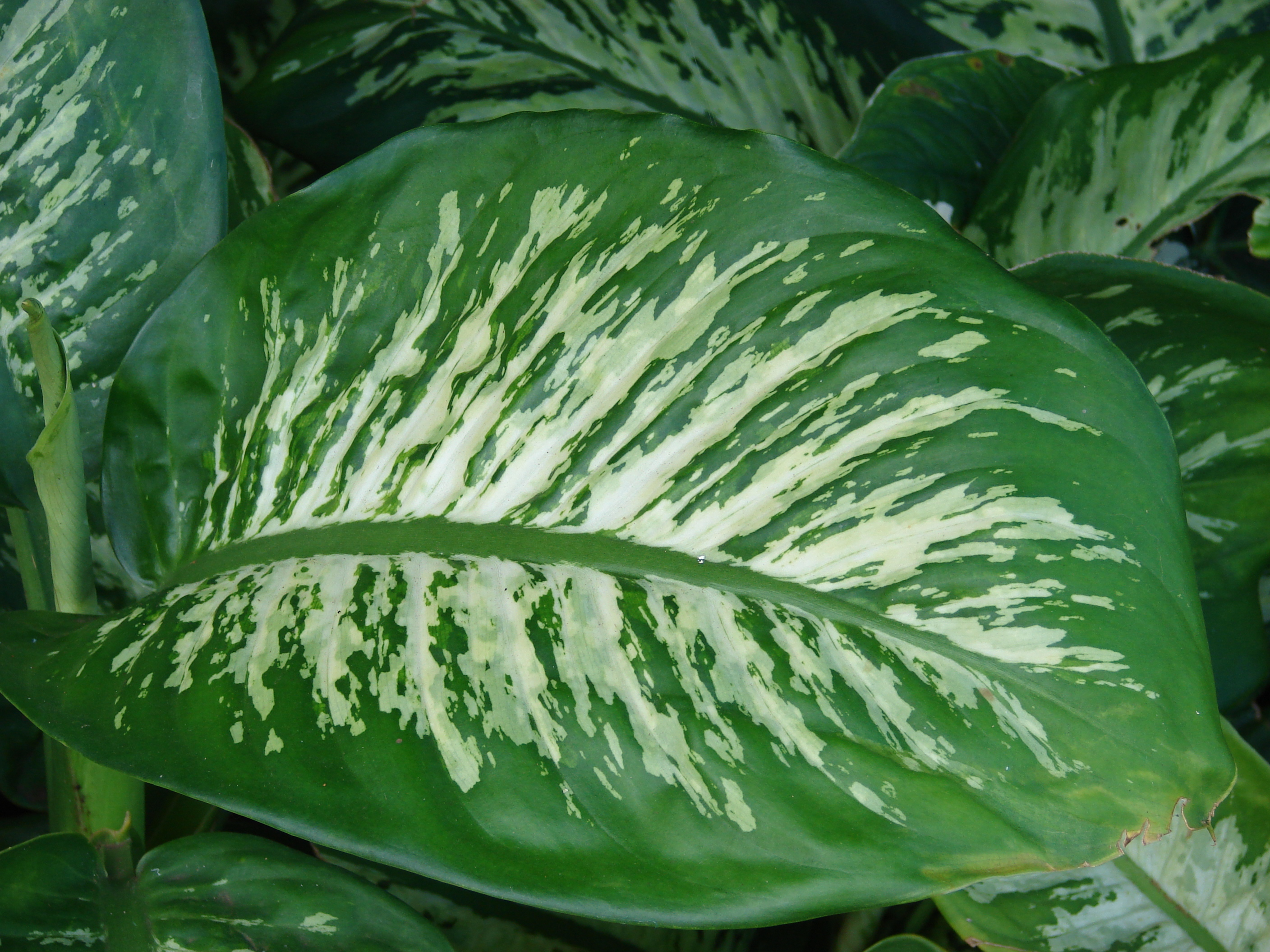
Blatt der Dieffenbachie (Dieffenbachia seguine)

- Dieffenbachia rodriguezii Croat & O.Ortiz: Die 2017 erstbeschriebene Art kommt in Costa Rica vor.[7]
- Dieffenbachia seguine (Jacq.) Schott: Das Verbreitungsgebiet reicht von Karibischen Inseln bis ins tropische Südamerika.[7] Zu dieser Art gehören sehr viele Sorten, die als Zierpflanzen verwendet werden[8]: Hier einige Varietäten:
  - Dieffenbachia seguine var. lineata (K.Koch & C.D.Bouché) Engl. (Syn.: Dieffenbachia lineata K.Koch & C.D.Bouché)
  - Dieffenbachia seguine var. lingulata (Schott) Engl. (Syn.: Dieffenbachia lingulata Schott)
  - Dieffenbachia seguine var. seguine: Dies ist der heutige gültige Name für viele Sorten, die mit einer Reihe unterschiedlicher botanischer Namen im Handel sind, die aber heute Synonyme dieser Varietät sind (Syn.: Arum seguine Jacq., Caladium maculatum Lodd. et al., Dieffenbachia amoena hort., Dieffenbachia baraquiniana Verschaff. & Lem., Dieffenbachia exotica hort., Dieffenbachia maculata (Lodd. et al.) G.Don, Dieffenbachia picta Schott, Dieffenbachia picta var. baraquiniana (Verschaff. & Lem.) Engl.)
  - Dieffenbachia seguine var. ventenatiana (Schott) Engl. (Syn.: Dieffenbachia ventenatiana Schott)
- Dieffenbachia shuttleworthiana Regel: Sie kommt nur in Kolumbien vor.[7]
- Dieffenbachia standleyi Croat: Sie wurde 2004 aus Honduras erstbeschrieben.[7]
- Dieffenbachia tonduzii Croat & Grayum: Sie ist von Nicaragua bis Ecuador verbreitet.[7]
- Dieffenbachia weberbaueri Engl.: Die Heimat ist Peru.[7]
- Dieffenbachia weirii Berk.: Die Heimat ist das westliche Kolumbien.[7]
- Dieffenbachia wendlandii Schott: Sie ist von Mexiko bis Zentralamerika verbreitet.[7]
- Dieffenbachia williamsii Croat: Sie wurde 2005 aus Bolivien erstbeschrieben.[7]
- Dieffenbachia wurdackii Croat: Sie wurde 2005 aus Peru erstbeschrieben.[7]

## Nutzung
Von einigen Arten gibt es einige Sorten, die als Zierpflanzen verwendet werden.
Sorten-Auswahl:

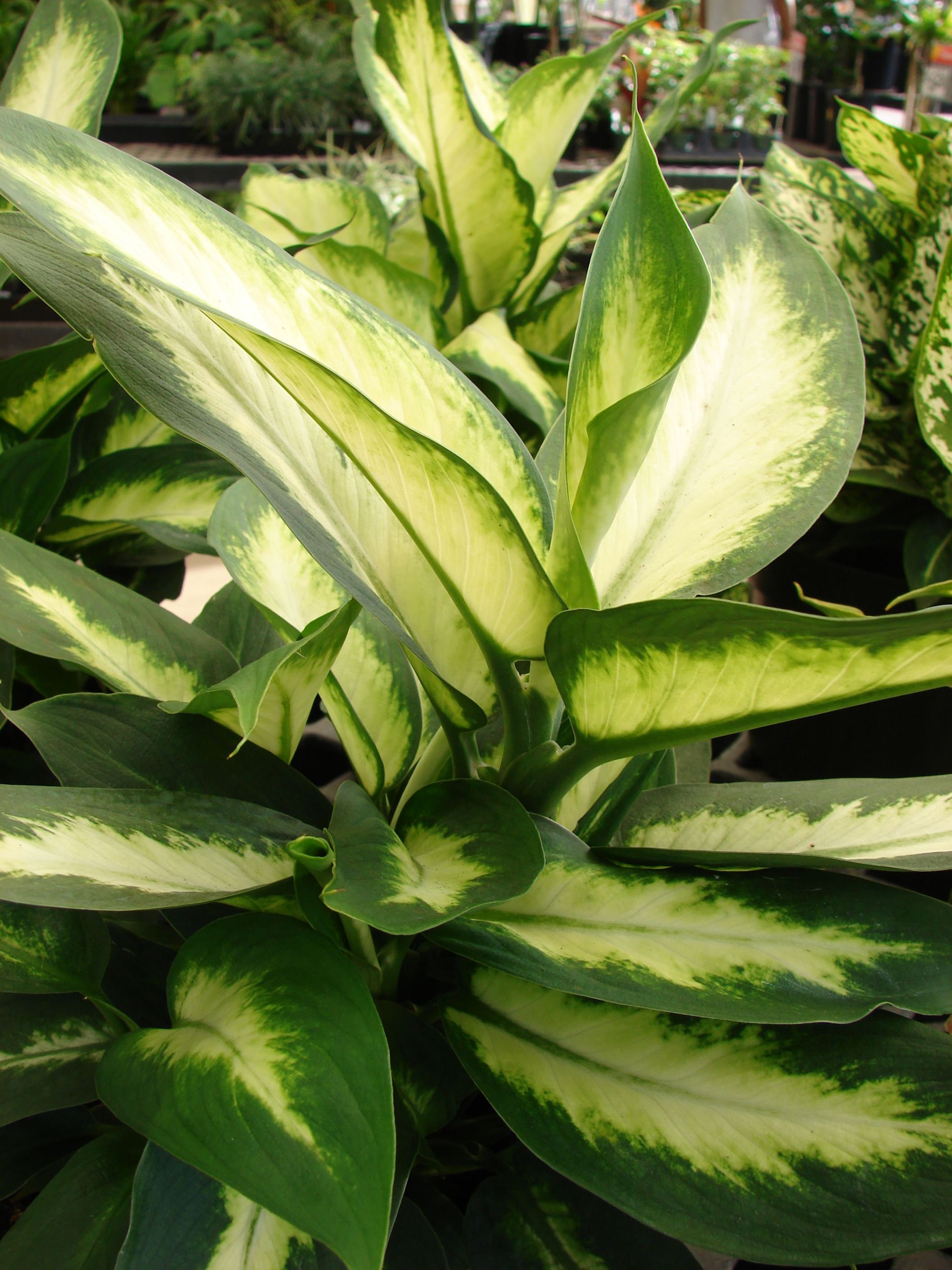
Die Sorte 'Camille' mit besonders hellen Laubblättern

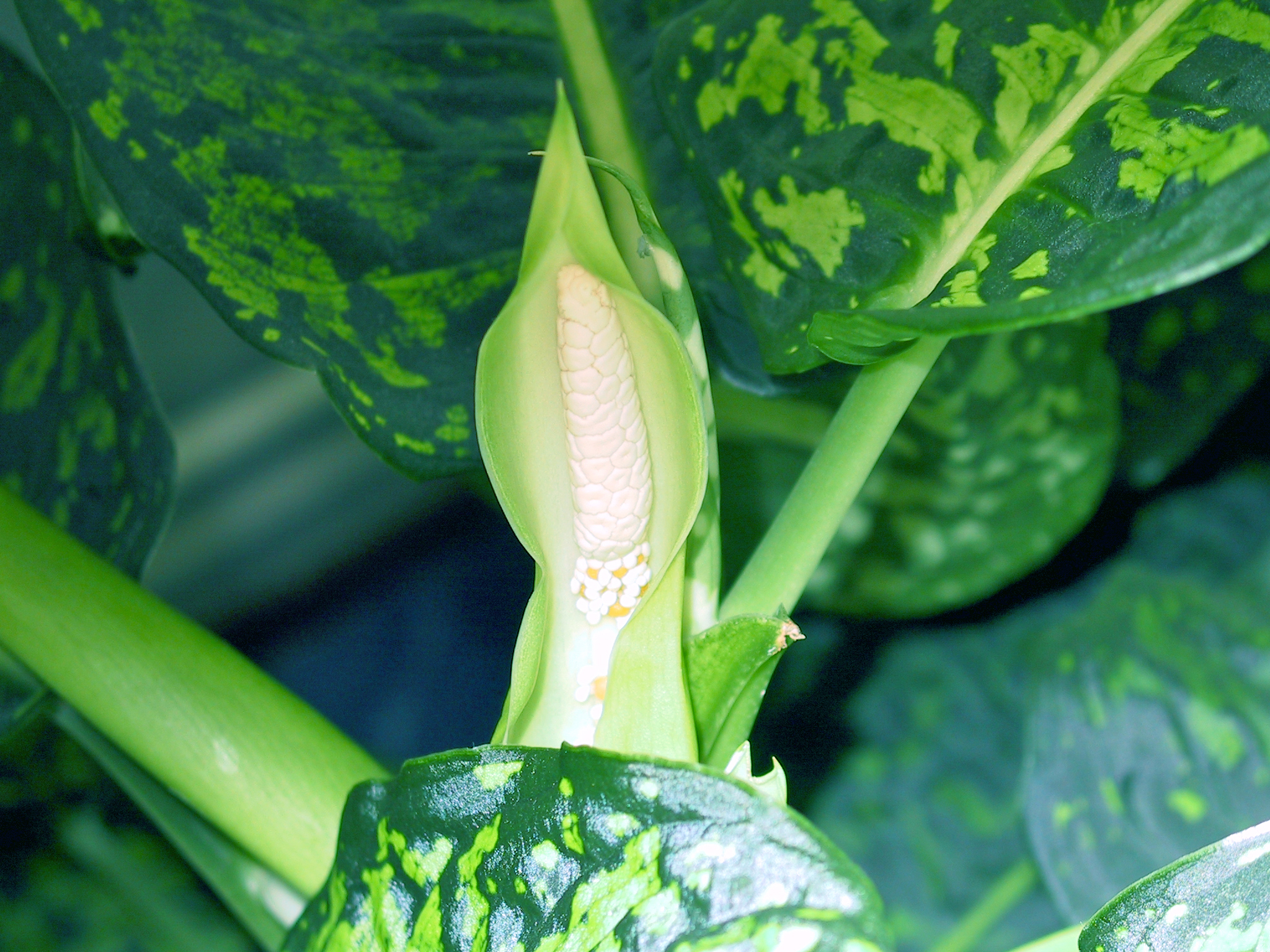
Eine Dieffenbachia-Sorte mit Blütenstand in Nahaufnahme: zu sehen sind die grünliche Spatha und der weiße Kolben des Blütenstandes mit noch knospigen eingeschlechtigen Blüten

- Dieffenbachia seguine var. seguine 'Morlof'
- Dieffenbachia seguine var. seguine 'Topic Alix'
- Dieffenbachia seguine var. seguine 'Tropic Snow'
- Dieffenbachia seguine var. seguine 'Anne'
- Dieffenbachia seguine var. seguine 'Camille'
- Dieffenbachia seguine var. seguine 'Exotica Compacta'
- Dieffenbachia seguine var. seguine 'Exotica'
- Dieffenbachia seguine var. seguine 'Perfection'
- Dieffenbachia seguine var. seguine 'Forest'
- Dieffenbachia seguine var. seguine 'Lancifolia'
- Dieffenbachia seguine var. seguine 'Perfection Compacta'
- Dieffenbachia seguine var. seguine 'Rebecca's Jewel'
- Dieffenbachia seguine var. seguine 'Silver'
- Dieffenbachia 'Angustior'
- Dieffenbachia 'Bali Hai'
- Dieffenbachia 'Bausei'
- Dieffenbachia 'Golden Sunset'
- Dieffenbachia 'Hilo'
- Dieffenbachia 'Nelly'
- Dieffenbachia 'Paradise'
- Dieffenbachia 'Rebecca'
- Dieffenbachia 'Starry Nights'
- Dieffenbachia 'Triumph'
- Dieffenbachia 'Tropic Star'
- Dieffenbachia 'Victory'

Eine Reihe von Pflanzenkrankheiten bereiten bei der Kultur Schwierigkeiten. Besonders problematisch sind einige Bakterienarten und Pilzarten.

## Giftigkeit
Die Zellen der Dieffenbachia enthalten nadelförmige Calciumoxalatkristalle. Wenn ein Blatt gekaut wird, können diese Kristalle ein vorübergehendes Brennen sowie Erytheme verursachen. In seltenen Fällen wurde von Ödemen berichtet. Kauen und Verschlucken führen im Allgemeinen nur zu leichten Symptomen. Sowohl bei Kindern als auch bei Haustieren kann der Kontakt mit Dieffenbachia (typischerweise durch Kauen) eine Reihe unangenehmer Symptome hervorrufen, wie z. B. starke Betäubung, Reizung der Mundschleimhaut, übermäßiges Sabbern und örtlich begrenzte Schwellungen. Diese Auswirkungen sind jedoch selten lebensbedrohlich. In den meisten Fällen sind die Symptome mild und können erfolgreich mit Schmerzmitteln, Antihistaminika oder Aktivkohle behandelt werden. Darüber hinaus können schwere Fälle auftreten, wenn Dieffenbachia über einen längeren Zeitraum mit der Mundschleimhaut in Kontakt kommt. In solchen Fällen treten im Allgemeinen starke Schmerzen auf, die mehrere Tage bis Wochen andauern können. Ein Krankenhausaufenthalt kann erforderlich sein, wenn es durch einen längeren Kontakt mit dem Rachenraum zu starken Schwellungen kommt, die die Atmung beeinträchtigen. Eine Magenentleerung oder -spülung ist selten.
Bei Geschichten, die Dieffenbachia als tödliches Gift darstellen, handelt es sich um urbane Legenden.